# مثنوي (شعر)

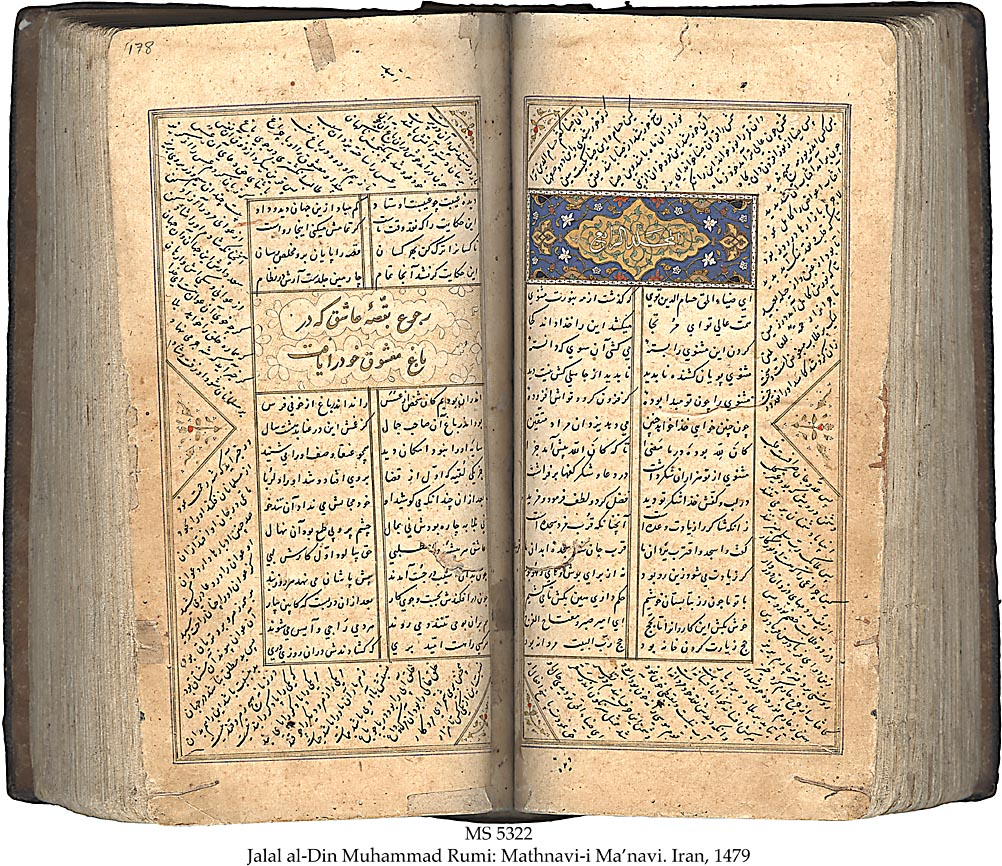
مخطوطة من كتاب المثنوي لجلال الدين الرومي

الشعر المَثْنَوِي أو المزدوج هو نوع من الشعر تتساوى فيه قوافي كل بيت، على عكس الشعر التقليدي الذي تتساوي فيه قوافي القصيدة بأكملها.
الشعر المثنوي اُستخدم في اللغات الفارسية والعربية والتركية والكردية والأردية.

## المثنوي العربي
بدأ أو اشتهر الشعر المثنوي في اللغة العربية في العصر العباسي، ويُعتقد أن أوَّل من نظَّمه هما بشار بن برد وأبو العتاهية ثم تبعهما غيرهما، حيث رأوه أسهل في سرد القصص الطويلة والعلوم وغيرها.
كما كان من كتابات الشاعر الفارسي مولانا جلال الدين الرومي بالعربية بعض القصائد بالنظام المثنوي، منها:
لأبي العتاهية مثنوية شهيرة بها أربعة آلاف بيت تُدعى ذات الحكم والأمثال لكثرة الحكم والأمثال فيها، منها:

## المثنوي الفارسي
بالفارسية، أول شعر مثنوي (بالفارسية:مثنوی، وتُلفظ ‎/mæsnævi/‏) عُرف في زماننا الحالي كُتب في عصر الدولة السامانية (القرن 4/10 م) في كتب مثل كليلة ودمنة وآفرين نامه لالرودكي. من أبرز الأشعار المثنوية أشعار كتاب المثنوي لمولانا جلال الدين الرومي.
من أمثلة الشعر المثنوي بالفارسية للفردوسي: